# Alin Fică
Alin Răzvan Fică (Caracal, 14 giugno 2001) è un calciatore rumeno, centrocampista del CFR Cluj.

## Caratteristiche tecniche
È un centrocampista centrale.

## Carriera

### Club
Ha esordito nella massima serie del campionato rumeno di calcio, l'8 marzo 2020, nel pareggio per 0-0 contro il Gaz Metan Mediaș. È stato tolto dopo 28 secondi dal calcio d'avvio per protesta dell'allenatore Dan Petrescu contro la Federazione rumena.

## Statistiche

### Presenze e reti nei club
Statistiche aggiornate al 17 luglio 2025.
| Stagione        | Squadra         | Campionato      | Campionato | Campionato | Coppe nazionali | Coppe nazionali | Coppe nazionali | Coppe continentali | Coppe continentali | Coppe continentali | Altre coppe | Altre coppe | Altre coppe | Totale | Totale |
| Stagione        | Squadra         | Comp            | Pres       | Reti       | Comp            | Pres            | Reti            | Comp               | Pres               | Reti               | Comp        | Pres        | Reti        | Pres   | Reti   |
| --------------- | --------------- | --------------- | ---------- | ---------- | --------------- | --------------- | --------------- | ------------------ | ------------------ | ------------------ | ----------- | ----------- | ----------- | ------ | ------ |
| 2019-2020       | CFR Cluj        | L1              | 0+2        | 0          | CR              | 0               | 0               |                    | -                  | -                  | SR          | -           | -           | 1      | 0      |
| ago.-dic. 2020  | Rapid Bucarest  | L2              | 7          | 0          | CR              | 1               | -               |                    | -                  | -                  |             | -           | -           | 8      | 0      |
| gen-giu 2021    | Comuna Recea    | L2              | 6+6        | 0          | CR              | -               | -               |                    | -                  | -                  |             | -           | -           | 12     | 0      |
| 2021-2022       | CFR Cluj        | L1              | 0+1        | 0          | CR              | 0               | 0               |                    | -                  | -                  | SR          | -           | -           | 1      | 0      |
| 2022-2023       | CFR Cluj        | L1              | 1+7        | 0          | CR              | 2               | 0               | UECL               | 0                  | 0                  | SR          | -           | -           | 10     | 0      |
| 2023-2024       | CFR Cluj        | L1              | 12+4       | 0          | CR              | 4               | 1               | UECL               | 0                  | 0                  | -           | -           | -           | 20     | 1      |
| 2024-2025       | CFR Cluj        | L1              | 25+10      | 1+1        | CR              | 4               | 1               | UECL               | 3                  | 0                  | -           | -           | -           | 26     | 2      |
| 2025-2026       | CFR Cluj        | L1              | 1          | 0          | CR              | -               | -               | UEL                | 2                  | 1                  | SR          | 1           | 1           | 4      | 2      |
| Totale CFR Cluj | Totale CFR Cluj | Totale CFR Cluj | 61         | 3          |                 | 10              | 2               |                    | 5                  | 1                  |             | 1           | 1           | 77     | 7      |
| Totale carriera | Totale carriera | Totale carriera | 80         | 3          |                 | 11              | 2               |                    | 5                  | 1                  |             | 1           | 1           | 97     | 7      |

## Palmarès

### Club

#### Competizioni nazionali
- Campionato rumeno: 2

CFR Cluj: 2019-2020, 2021-2022
- Coppa di Romania: 1

CFR Cluj: 2024-2025